# TARDIS
TARDIS (UK: /ˈtɑːdɪs/; US: /ˈtɑːrdɪs/; Time And Relative Dimension In Space; Thời gian và kích thước tương đối trong không gian) là một cỗ máy du hành không thời gian, xuất hiện trong series phim khoa học viễn tưởng Doctor Who và các phần phụ của series.
TARDIS là một công nghệ tiên tiến nhất của các Chúa tể thời gian - một nền văn minh tiên tiến ngoài Trái Đất, quê nhà của Doctor. TARDIS khi được vận hành đúng cách có thể đưa người du hành đến bất cứ khoảng không thời gian nào của Vũ trụ. Bên trong TARDIS lớn hơn nhiều so với bề ngoài của nó, trong một tập phim Doctor tiết lộ không gian bên trong của TARDIS là vô hạn. TARDIS cũng có linh hồn và trí thông minh, trong một tập phim linh hồn của nó đã bị hút ra khỏi con tàu và nhập vào cơ thể của một người phụ nữ, nó cũng có khả năng giao tiếp với người khác nhờ hệ thống hình chiếu và có hệ thống dịch ngôn ngữ cung cấp cho người du hành qua thần giao cách cảm.
Nó cũng có thể hòa nhập với khoảng không xung quanh nhờ công nghệ Tắc kè hoa. Tuy nhiên trong một chuyến du hành tới Luân Đôn vào thập niên 1960, hệ thống này đã bị hỏng nên TARDIS vẫn giữ mãi hình dạng của một chiếc hộp điện thoại xanh, một vật rất phổ biến tại Anh trong thập niên 1960.